# Nagua
Nagua est une ville du nord de la République dominicaine, capitale de la province de María Trinidad Sánchez. Sa population est de 56 268 habitants (32 035 en zone urbaine et 24 233 en zone rurale).
Pendant le règne de Rafaël Leonidas Trujillo (1930-1961), la ville voisine de Matanza a été détruite par une inondation. Beaucoup de résidents de Matanza ont alors choisi de s'installer à Nagua. Maintenant connue sous le nom de Matancita, cette ville est devenue une toute petite ville au sud de Nagua.
Le 21 février de chaque année se déroule le Nagua ciudad de Dios, une fête chrétienne et protestante au cours de laquelle la population tout entière prie et célèbre le seigneur afin qu'il épargne la ville de la délinquance, de la crise économique...

## Économie
L'économie de Nagua se fonde principalement sur la production des produits agricoles, principalement le riz, la noix de coco et le cacao.
Nagua est une étape autoroutière, de Puerto Plata à la ville de Samaná. Ces dernières années la ville s'est beaucoup développée, c'est pourquoi les fermiers des environs viennent y chercher du travail. Mais la population reste très pauvre.
Bien que Nagua ait un accès direct à la plage, l'endroit est peu touristique. Cependant, entre Nagua et la petite ville de Matancitas, de belles plages de sable blanc offrent la possibilité d'un développement à court terme.
De plus, depuis plus d'un an, l'aéroport international El Catey est en fonction. Il est à quinze kilomètres seulement de Nagua. Cela aura sûrement des répercussions économiques même si la ville n'offre actuellement que peu d'attrait, faute de moyens. Une Maison de la culture y est récemment ouverte.
Enfin, la nouvelle autoroute Juan Pablo II réduisant la distance entre Saint-Domingue et la Zone de la Péninsule de Samaná de 220 km à 120 km, diminue ainsi le temps de voyage de 4 heures à seulement à 1 heure ½, facilite l'accès à Nagua depuis la capitale.

## Personnalités liées
- Randy Rosario, joueur de baseball y est né en 1994